# جائزة كندا الكبرى 2014
جائزة كندا الكبرى 2014 (بالإنجليزية: 2014 Canadian Grand Prix)‏ هو سباق فورمولا 1 أقيم بتاريخ 8 يونيو 2014 في حلبة جيل فيلنوف، مونتريال، كندا. كان السابع من أصل 19 في بطولة العالم لسباقات الفورمولا واحد موسم 2014. حلّ الأسترالي دانيل ريكاردو أولا بينما جاء نيكو روسبيرغ في المركز الثاني وحصل على المركز الثالث سباستيان فيتل.